# 范徹 (紐約州)
范徹（英語：Fancher）是位於美國紐約州奧爾良縣的非建制地區。

## 歷史
范徹的郵局自1896年營運至今。

## 地理
范徹所處的海拔為高於海平面173米（即568英呎），而該地所採用的時區為UTC-5，即北美东部时区（EST）。同時該地設有夏令時間，為UTC-5調快一小時，即UTC-4（EDT）。